# Eddie Tolan
Eddie Tolan, né le 29 septembre 1908 à Denver, Colorado, et décédé le 30 ou 31 janvier 1967 à Detroit, Michigan, est un ancien athlète américain.

## Carrière
Thomas Edward "Eddie Tolan surnommé le "Midnight Express" était un athlète américain et un sprinter. Il a établi des records du monde du 100 yards et les records olympiques du 100 mètres et du 200 mètres. Il fut le premier Afro-Américain à recevoir le titre de: "l'homme le plus rapide" après avoir remporté des médailles d'or dans le 100 et 200 mètres aux Jeux olympiques d'été de 1932 à Los Angeles. En mars 1935, Tolan a remporté le 75 mètres , 100 mètres, et 220 mètres lors des Championnats du monde de sprint professionnel à Melbourne, en Australie, et devient le premier homme à remporter les deux championnats du monde amateur et professionnel de sprint. Dans sa carrière en tant que sprinter, Tolan a remporté 300 courses.

## Jeunesse
Tolan est né à Denver, au Colorado, l'un des quatre enfants. Tolan père était Thomas Tolan. La famille déménage à Salt Lake City, Utah. La famille Tolan déménage de nouveau à Detroit, Michigan, en 1924, lorsque Tolan a 15 ans. Tolan se souviendra plus tard: «Mon père avait lu qu'il y avait de meilleures opportunités pour les Noirs ici, alors il a emballé maman et les quatre enfants et nous sommes venus ici. "

## Études
Tolan joint le Cass Technical High School de Detroit où il se révèle être un joueur de football exceptionnel et un sprinter. Pendant son séjour à Cass Tech, Tolan établit des records de l'État du Michigan au sprint. Alors qu'il est encore au lycée, Tolan remporte le 100 yards en 9,8 secondes et le 220 yards dans 21,5 secondes. À 16 ans, Tolan est membre d'une équipe de deux hommes de Cass Tech, qui remporte en 1925 l'Interscolaire National à Chicago. Il remporte le 100 et 220 yards au championnat Interscolaire National au Soldier Field de Chicago. En dépit de ses performances de sprinter, le premier amour de Tolan a été le football.

## Jeux olympiques
- Jeux olympiques d'été de 1932 à Los Angeles  États-Unis:
  -  Médaille d'or sur 100m.
  -  Médaille d'or sur 200m.